# Challenge Féminin 2016
Il Challenge Féminin 2016 è stato la 2ª edizione del campionato di football americano femminile di primo livello, organizzato dalla FFFA.

## Squadre partecipanti
| Club                         | Città              | Stadio | Sponsor ufficiale | Risultato nella stagione 2015 |
| ---------------------------- | ------------------ | ------ | ----------------- | ----------------------------- |
| Argocanes                    | Aix-en-Provence    |        |                   |                               |
| ASPT 75 Dragons de Paris     | Parigi             |        |                   |                               |
| Blue Sharks                  | Marsiglia          |        |                   |                               |
| Flash de La Courneuve        | La Courneuve       |        |                   |                               |
| Géant de Souffelweyersheim   | Souffelweyersheim  |        |                   |                               |
| Lions de Bordeaux            | Bordeaux           |        |                   |                               |
| Molosses d'Asnières          | Asnières-sur-Seine |        |                   |                               |
| Ours de Toulouse             | Tolosa             |        |                   |                               |
| Tigres de Nancy              | Nancy              |        |                   |                               |
| Vikings de Villeneuve-d'Ascq | Villeneuve-d'Ascq  |        |                   |                               |

## Stagione regolare

### Calendario

#### 1ª giornata
| Tolosa 30 gennaio 2016, ore 14:00 | Ours de Toulouse | 0 – 32 | Lions de Bordeaux |  |

| La Courneuve 30 gennaio 2016, ore 19:00 | Flash de La Courneuve | 0 – 18 | ASPT 75 Dragons de Paris |  |

| Villeneuve-d'Ascq 31 gennaio 2016, ore 14:00 | Vikings de Villeneuve-d'Ascq | 28 – 0 | Géant de Souffelweyersheim |  |

#### 2ª giornata
| Aix-en-Provence 5 marzo 2016, ore 20:00 | Argocanes | 44 – 6 | Ours de Toulouse |  |

| Nancy 6 marzo 2016, ore 14:00 | Tigres de Nancy | 0 – 28 | Flash de La Courneuve |  |

#### 3ª giornata
| Marsiglia 13 marzo 2016, ore 14:00 | Blue Sharks | 0 – 46 | Lions de Bordeaux |  |

| Asnières-sur-Seine 16 marzo 2016, ore 14:00 | Molosses d'Asnières | 18 – 0 | Tigres de Nancy |  |

#### 4ª giornata
| Bordeaux 10 aprile 2016, ore 11:00 | Lions de Bordeaux | 6 – 20 | Argocanes |  |

| Riedisheim 10 aprile 2016, ore 14:00 | Géant de Souffelweyersheim | 6 – 20 | Flash de La Courneuve |  |

| Nancy 10 aprile 2016, ore 14:00 | Tigres de Nancy | 0 – 14 | Vikings de Villeneuve-d'Ascq |  |

| Tolosa 10 aprile 2016, ore 14:00 | Ours de Toulouse | 42 – 0 | Blue Sharks |  |

#### 5ª giornata
| Parigi 16 aprile 2016, ore 19:00 | ASPT 75 Dragons de Paris | 0 – 38 | Molosses d'Asnières |  |

#### 6ª giornata
| Souffelweyersheim 23 aprile 2016, ore 20:00 | Géant de Souffelweyersheim | 0 – 26 | ASPT 75 Dragons de Paris |  |

#### 7ª giornata
| Villeneuve-d'Ascq 30 aprile 2016, ore 18:00 | Vikings de Villeneuve-d'Ascq | 0 – 52 | Molosses d'Asnières |  |

#### 8ª giornata
| Villeneuve-d'Ascq 14 maggio 2016, ore 14:00 | Vikings de Villeneuve-d'Ascq | 0 – 18 | ASPT 75 Dragons de Paris |  |

| Aix-en-Provence 14 maggio 2016, ore 14:00 | Argocanes | 18 – 0 | Blue Sharks |  |

| Asnières-sur-Seine 14 maggio 2016, ore 19:00 | Molosses d'Asnières | 22 – 0 | Flash de La Courneuve |  |

| Nancy 14 maggio 2016, ore 20:00 | Tigres de Nancy | 6 – 36 | Géant de Souffelweyersheim |  |

| Bordeaux 14 maggio 2016, ore 19:00 | Lions de Bordeaux | 30 – 0 | Ours de Toulouse |  |

#### 9ª giornata
| La Courneuve 28 maggio 2016, ore 19:00 | Flash de La Courneuve | 18 – 0 (a tavolino) | Vikings de Villeneuve-d'Ascq |  |

| Parigi 28 maggio 2016, ore 19:00 | ASPT 75 Dragons de Paris | 18 – 0 (a tavolino) | Tigres de Nancy |  |

| Souffelweyersheim 29 maggio 2016, ore 14:00 | Géant de Souffelweyersheim | - – - | Molosses d'Asnières |  |

| Marsiglia 29 maggio 2016, ore 14:00 | Blue Sharks | 0 – 18 | Argocanes |  |

### Classifica
La classifica della regular season è la seguente:
- PCT = percentuale di vittorie, G = partite giocate, V = partite vinte,  P = partite perse, PF = punti fatti, PS = punti subiti

#### Poule Nord
| Pos. | Squadra                      | PCT   | G | V | N | P | PF  | PS  |
| ---- | ---------------------------- | ----- | - | - | - | - | --- | --- |
| 1    | Molosses d'Asnières          | 1.000 | 4 | 4 | 0 | 0 | 130 | 0   |
| 2    | ASPT 75 Dragons de Paris     | .800  | 5 | 4 | 0 | 1 | 80  | 38  |
| 3    | Flash de La Courneuve        | .500  | 4 | 2 | 0 | 2 | 48  | 46  |
| 4    | Vikings de Villeneuve-d'Ascq | .500  | 4 | 2 | 0 | 2 | 42  | 70  |
| 5    | Géant de Souffelweyersheim   | .250  | 4 | 1 | 0 | 3 | 42  | 80  |
| 6    | Tigres de Nancy              | .000  | 5 | 0 | 0 | 5 | 6   | 114 |

#### Poule Sud
| Pos. | Squadra           | PCT   | G | V | N | P | PF  | PS  |
| ---- | ----------------- | ----- | - | - | - | - | --- | --- |
| 1    | Argocanes         | 1.000 | 4 | 4 | 0 | 4 | 100 | 12  |
| 2    | Lions de Bordeaux | .750  | 4 | 3 | 0 | 1 | 114 | 20  |
| 3    | Ours de Toulouse  | .250  | 4 | 1 | 0 | 3 | 48  | 106 |
| 4    | Blue Sharks       | .000  | 4 | 0 | 0 | 4 | 0   | 124 |

## Playoff

### II Finale
| Asnières-sur-Seine 12 giugno 2016, ore 14:00 | Argocanes | 0 – 24 | Molosses d'Asnières |  |

## Verdetti
- Molosses d'Asnières Campionesse della Francia 2016 (2º titolo)